# Creixent Fèrtil

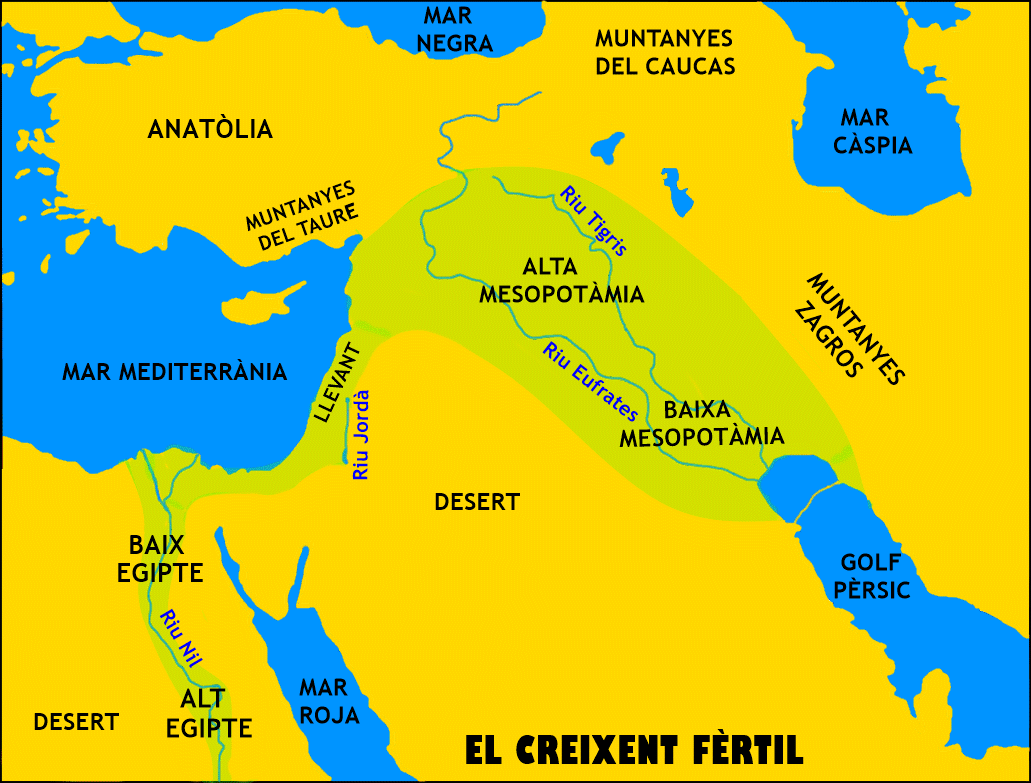
El Creixent Fèrtil

El Creixent Fèrtil és una regió en forma de mitja lluna a l'⁣Orient Mitjà, que abasta l'actual Iraq, Síria, Líban, Palestina, Israel i Jordània, juntament amb la regió del nord de Kuwait, la regió del sud-est de Turquia i la part occidental de l'Iran. Alguns autors també inclouen Xipre i el nord d'Egipte.
Es creu que el Creixent Fèrtil va ser la primera regió on va sorgir l'agricultura assentada quan la gent va començar el procés de neteja i modificació de la vegetació natural per cultivar plantes domesticades com a cultius. Les primeres civilitzacions humanes com Sumer a Mesopotàmia van sorgir-ne com a resultat. Els avenços tecnològics a la regió inclouen el desenvolupament de l'agricultura i l'ús del regadiu, de l'escriptura, de la roda i del vidre, la majoria d'aquestes tecnologies van aparèixer primer a Mesopotàmia.

## Terminologia

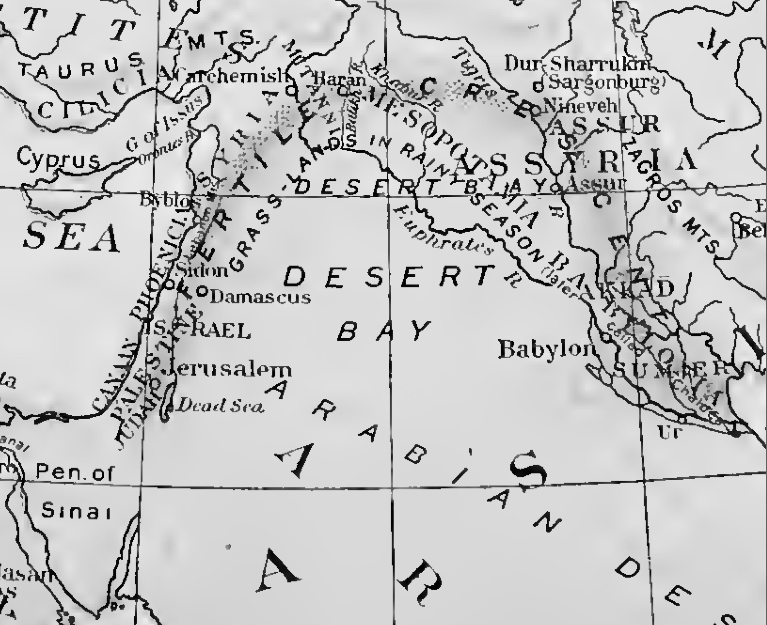
Mapa de 1916 del Creixent Fèrtil de James H. Breasted, que va popularitzar l'ús de la frase.

El terme "Creixent Fèrtil" fou usat per primer cop per l'arqueòleg de la Universitat de Chicago James Henry Breasted en la seva obra Ancient Records of Egypt, publicada el 1906. La regió va ser anomenada així a causa de la riquesa del seu sòl i la forma de mitja lluna.
Els estats d'avui en dia amb un territori significatiu en el Creixent Fèrtil són Iraq, Kuwait, Síria, Líban, Jordània i Israel i Palestina, a més de la franja sud-est de Turquia i la franja occidental de l'Iran.
Per extensió, també se li dona aquesta denominació a altres territoris on va aparèixer l'agricultura i la ramaderia. Així s'anomena Creixent Fèrtil els altiplans mexicans (cultura del panís) o certes regions de la Xina (cultura de l'arròs) o de l'Àfrica subsahariana (cultura del sorgo).

## Història
Testimonis de la remota activitat humana són la cova de Kebara, a Israel, i altres restes de cultures caçadores-recol·lectores nòmades del Plistocè i semisedentàries de l'Epipaleolític.
La zona occidental dels voltants del riu Jordà i al nord de l'Eufrates —amb ciutats com Jericó— van donar lloc a la primera cultura neolítica datada al voltant del 9000 aC. Aquesta regió, juntament amb la Mesopotàmia definida a l'est del creixent, entre els rius Tigris i Eufrates, van amalgamar una complexa realitat de cultures d'ençà de l'edat del bronze, fet pel qual la zona ha rebut el nom de Bressol de la civilització.
Des de l'edat de bronze, la zona de conreu s'ha anat ampliant per l'extensió del regadiu, en una zona de condicions severes de calor i salinitat edafològica.
L'afavoriment en l'aparició de l'agricultura en el creixent es creu deguda no sols a la fàcil irrigació amb els rius de la zona, sinó també a una bondat climàtica que va afavorir el creixement de plantes anuals, de llavors comestibles i amb una major productivitat al llarg de les estacions que no pas les plantes perennes. Al creixent, hi van coincidir les avantpassades espècies neolítiques més importants: el blat, l'ordi, el lli, el cigró, el pèsol, la llentia i d'altres, així com les cinc espècies d'animals domesticats més importants: la vaca, la cabra, l'ovella, el porc i el cavall.

## Emigració

Mapa de Maunsell, un mapa etnogràfic britànic anterior a la Primera Guerra Mundial de la zona del Creixent fèrtil

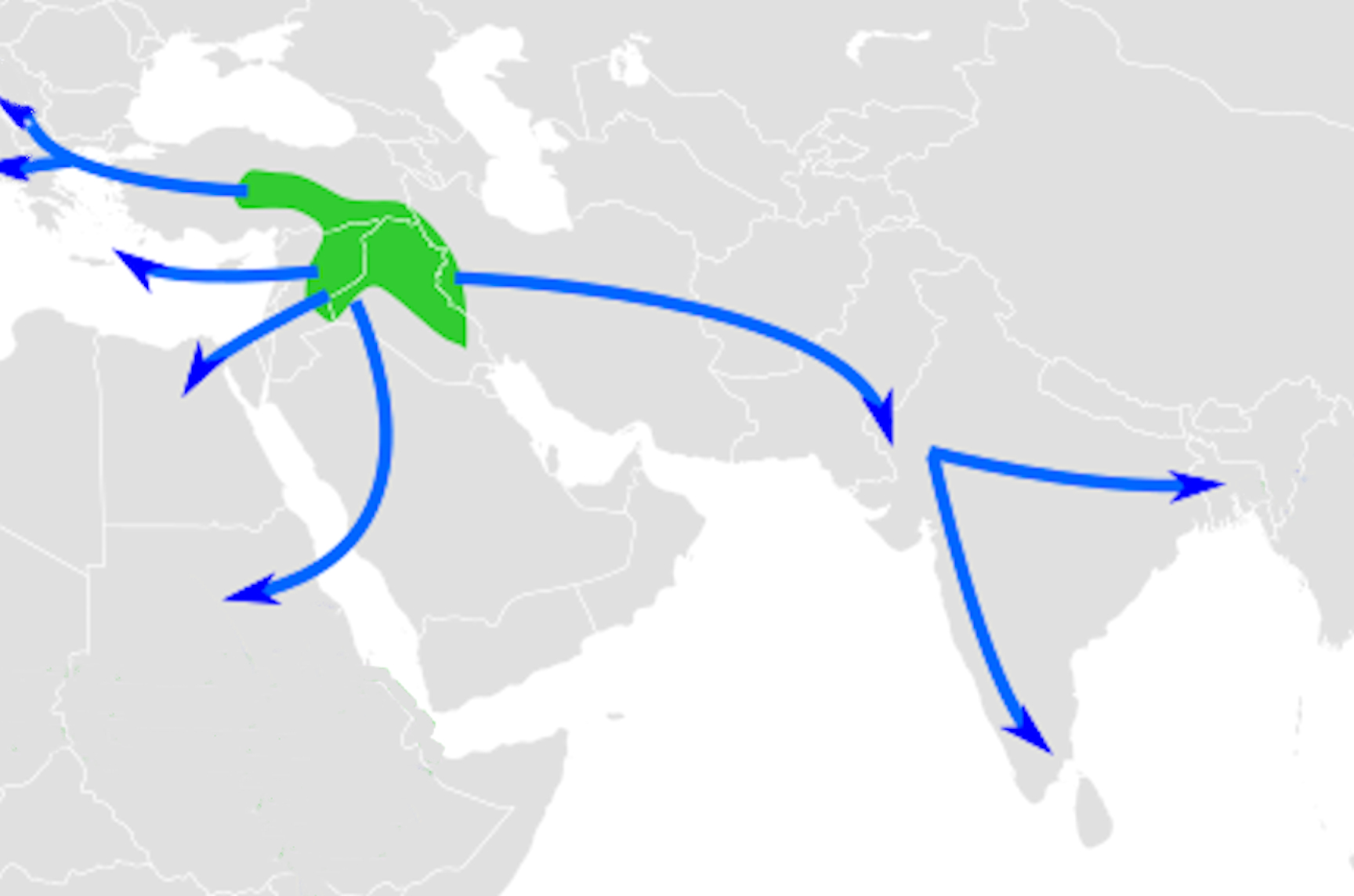
Difusió de l'agricultura des del Creixent Fèrtil després del 9000 aC

Les anàlisis modernes que comparen 24 mesures craniofacials revelen una població relativament diversa dins del Creixent fèrtil preneolític, neolític i de l'edat del bronze, la qual cosa dona suport a la visió que diverses poblacions van ocupar aquesta regió durant aquests períodes. Arguments similars no són vàlids per als bascos i els canaris del mateix període, ja que els estudis demostren que aquells pobles antics estan "clarament associats als europeus moderns". A més, cap evidència dels estudis demostra la influència dels Cro-Magnon, contràriament als suggeriments anteriors.
Els estudis suggereixen, a més, una difusió d'aquesta població diversa lluny del Creixent Fèrtil, amb els primers migrants allunyant-se del Pròxim Orient: cap a l'oest cap a Europa i el nord d'Àfrica, cap al nord a Crimea i cap al nord-est fins a Mongòlia. Es van emportar les seves pràctiques agrícoles i es van creuar amb els caçadors-recol·lectors amb els quals van entrar en contacte posteriorment mentre perpetuaven les seves pràctiques agrícoles. Això ho confirmen estudis genètics i arqueològics, que han arribat a la mateixa conclusió.
En conseqüència, els pobles contemporanis in situ van absorbir la forma de vida agrícola d'aquells primers migrants que es van aventurar fora del Creixent Fèrtil. Això és contrari al suggeriment que l'extensió de l'agricultura es va difondre fora del Creixent Fèrtil mitjançant l'intercanvi de coneixements. En canvi, la visió ara recolzada per una preponderància de l'evidència és que es va produir per una migració real fora de la regió, juntament amb el mestissament posterior amb poblacions locals indígenes amb qui els migrants van entrar en contacte.
Els estudis mostren també que no tots els europeus actuals comparteixen fortes afinitats genètiques amb els habitants del Neolític i de l'Edat del Bronze del Creixent Fèrtil; els vincles més estrets amb el Creixent fèrtil descansen amb els europeus del sud. El mateix estudi demostra a més que tots els europeus actuals estan estretament relacionats.

## Llengües
Lingüísticament, el Creixent Fèrtil era una regió de gran diversitat. Històricament, les llengües semítiques van prevaler generalment a les regions modernes de l'Iraq, Síria, Jordània, Líban, Israel, Palestina, Sinaí i les franges del sud-est de Turquia i el nord-oest de l'Iran, així com el sumeri (una llengua aïllada) a l'Iraq, mentre que a les zones muntanyoses a l'est i al nord es van trobar una sèrie d'⁣idiomes aïllats generalment no relacionats, incloent-hi; Elamita, Gutian i Kassita a l'Iran, i Hattic, Kaskian i Hurro-Urartian a Turquia. La filiació precisa d'aquests, i la seva data d'arribada, encara són temes de discussió acadèmica. No obstant això, donada la manca d'evidència textual de l'època més antiga de la prehistòria, és poc probable que aquest debat es resolgui en un futur pròxim.
L'evidència actual suggereix que, al tercer mil·lenni aC i al segon, ja existien diversos grups lingüístics a la regió. Aquests inclouen:
- Llengua protoeufràtica: una hipotètica llengua no semítica que es va plantejar anteriorment que era la llengua de substrat de la gent que va introduir l'agricultura al sud de l'Iraq a l'inici del període Ubaid. (5300-4700 aC) El consens lingüístic d'avui és que múltiples substrats desconeguts van contribuir a la formació dels artefactes en noms sumeris que van motivar la hipòtesi del substrat protoeufràtics, incloent-hi elements arcaics fossilitzats d'etapes anteriors del mateix sumeri.[32]
- Sumeri: una llengua aïllada no semítica que mostra una relació amb l'acadi semític veí.
- Llengua elamita: una llengua aïllada no semítica
- Llengües semítiques: accadi (també conegut com a assiri i babilònic), eblaïta, amorreu, arameu, ugarític, llengües cananees (incloent-hi l'hebreu, moabit, edomita, fenici / cartaginès)
- Hatti: una llengua aïllada, parlada originàriament a l'Anatòlia central
- Llengües indoeuropees: generalment es creu que eren llengües intrusives posteriors que van arribar després de l'any 2000 aC, com l'hitita, el luvi i el material indoari testimoniat a la civilització Mitanni, però evidències recents suggereixen que la família lingüística va sorgir del Creixent fèrtil ja 6000 aC[33]
- Egipci: branca autònoma de les llengües afroasiàtiques limitada a Egipte
- Llengües hurro-urartianes, una petita família. La llengua cassita parlada a la part nord de la regió podria haver pertangut a aquesta família.

Sovint s'han suggerit relacions entre l'hurro-urartià i el hattic i les llengües indígenes del Caucas, però no s'accepten generalment.